# アジカ
アジカ(Ajika、グルジア語: აჯიკა、アブハズ語: Aџьыка)は、グルジアからアブハジアで調味料として用いられる辛くてスパイシーなディップである。アブハジア語で「塩」を意味するаџьыкаが語源である。
アブハジアのアジカは、茹でた赤唐辛子、ニンニクやコリアンダー、イノンド、レイリョウソウ等のスパイスやハーブ、食塩、クルミから作られる。乾燥したアジカもあり、グルジアではsvanuri marili(სვანური მარილი、スヴァネティの塩)と呼ばれることもある。小さな赤い塊がスパイスの混合物と混ざっているように見える。手作りのアジカは、コーカサスやロシアのクラスノダール地方の多くの商店で手に入る。伝統的なアジカにはトマトは加えられないが、ロシアやウクライナのスーパーマーケットでは、トマトやトマトペーストが加えられたものが売られることもある。
見かけや濃度は、イタリアのレッドペーストに似ている。通常は赤色であるが、未熟な唐辛子を用いて緑色のアジカが作られることもある。

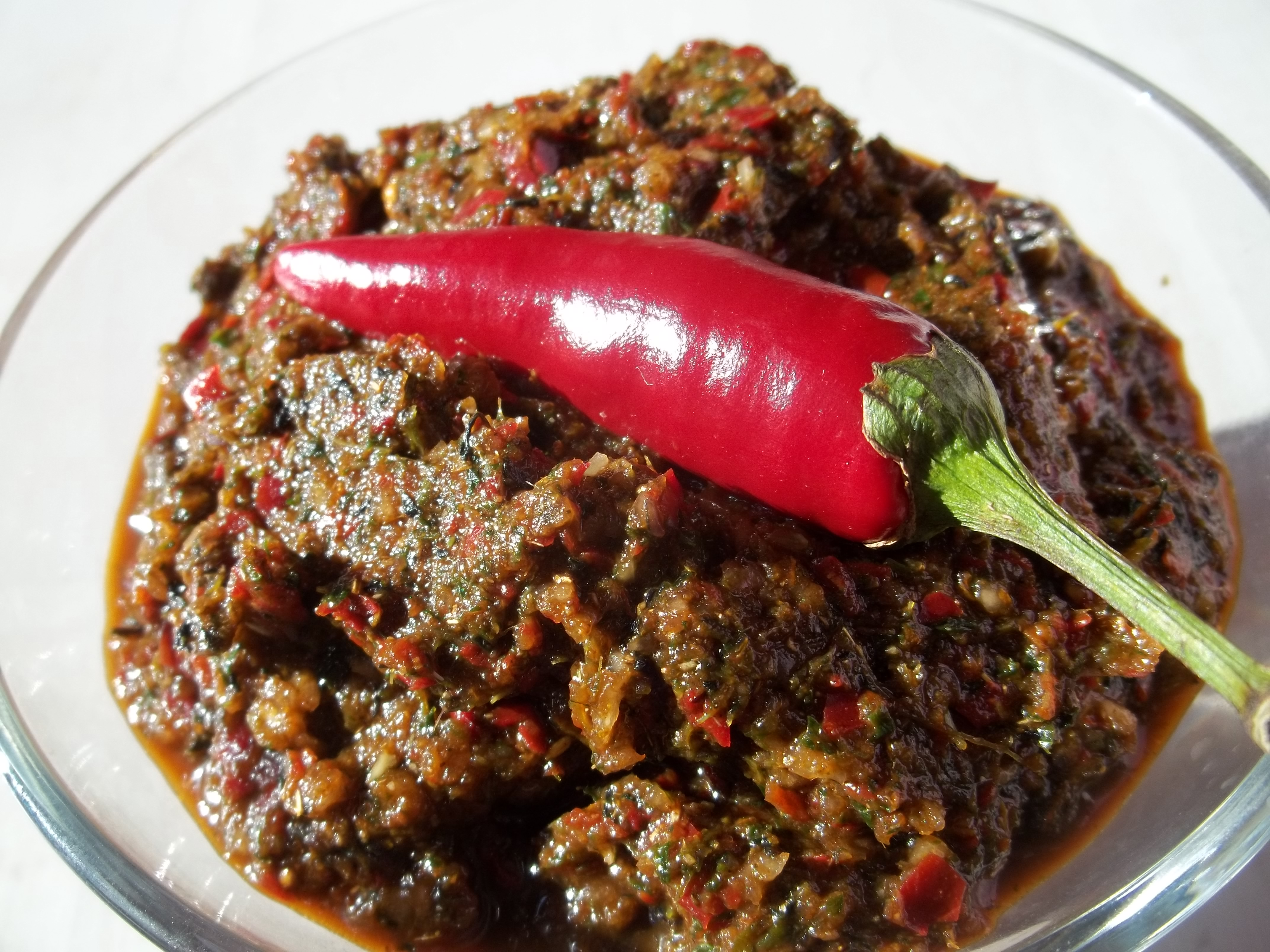
サメグレロのアジカ
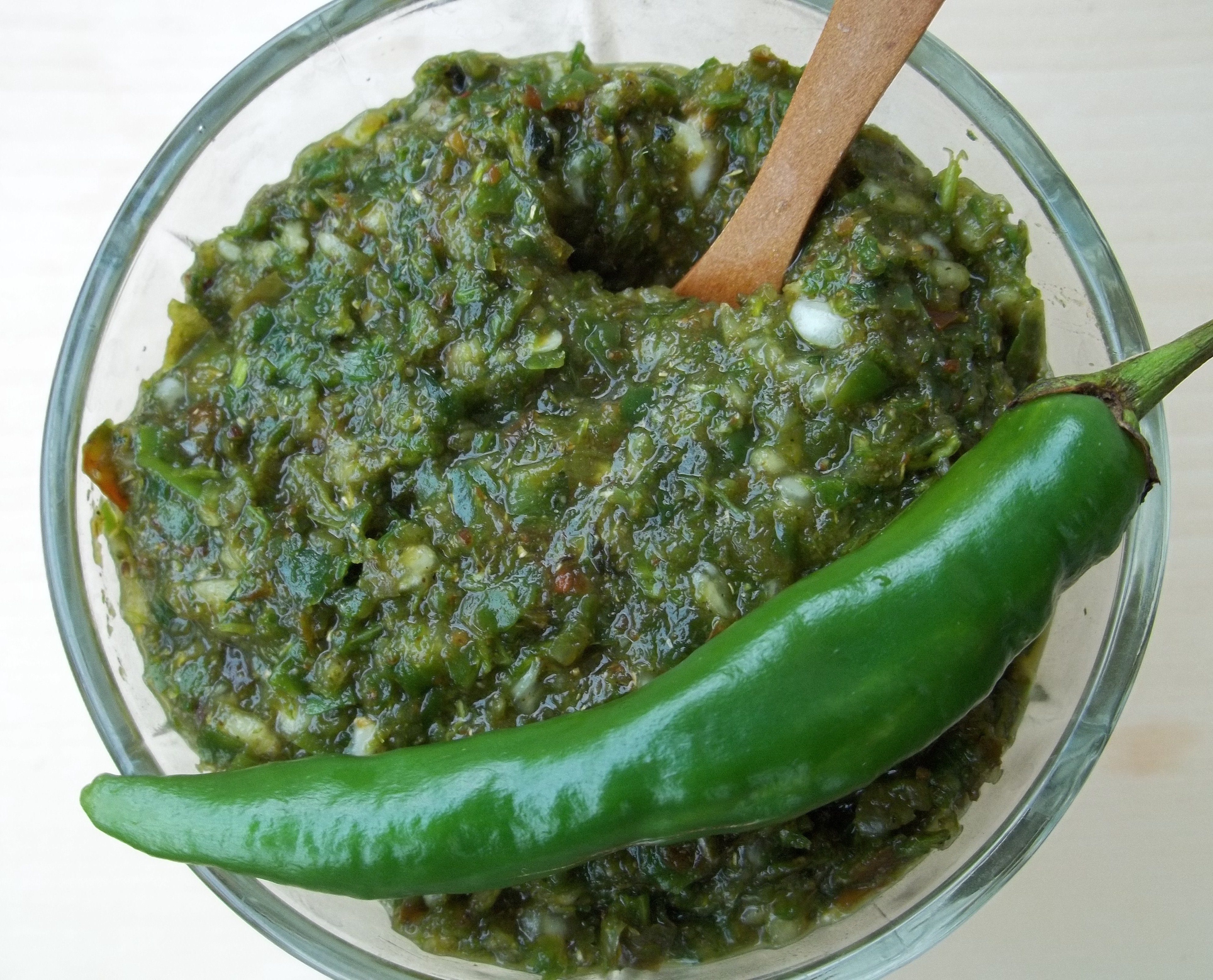
緑色のアジカ